# Xenia antarctica
Xenia antarctica är en korallart som beskrevs av Kükenthal 1902. Xenia antarctica ingår i släktet Xenia och familjen Xeniidae. Inga underarter finns listade i Catalogue of Life.